# 크레이지, 스투피드, 러브
《크레이지, 스투피드, 러브》(영어: Crazy, Stupid, Love)는 2011년에 개봉한 미국의 로맨틱 코미디 영화이다. 글렌 피카라와 존 리콰가 감독을, 댄 포글먼이 각본을 맡았다. 스티브 커렐, 라이언 고슬링, 줄리앤 무어, 에마 스톤, 존 캐럴 린치, 머리사 토메이, 케빈 베이컨 등이 출연했다.
평단으로부터 호평을 받았고, 상업적으로도 성공을 거뒀다. 라이언 고슬링은 이 작품을 통해서 2012년 제69회 골든 글로브상 뮤지컬·코미디 영화 부문 남우 주연상 후보에 올랐다.

## 줄거리
일과 가정에 전부 만족하며 지내던 중년 남성 캘의 삶은 아내 에밀리가 불륜을 저질렀다고 고백하며 이혼을 요구하면서 순식간에 흔들린다. 상심한 캘은 술집에서 아무나 붙잡고 신세한탄을 늘어놓는다. 같은 술집에서 여자들과 어울리던 젊은 바람둥이 제이컵은 이를 주워듣고는 캘에게 다가와 여자 낚는 법을 가르쳐 주겠다며 가이드를 자청한다.

## 출연진
- 스티브 커렐 - 캘 위버 역
- 라이언 고슬링 - 제이컵 파머 역
- 줄리앤 무어 - 에밀리 위버 역
- 에마 스톤 - 해나 “내나” 위버 역
- 머리사 토메이 - 케이트 태퍼티 역
- 케빈 베이컨 - 데이비드 린드하건 역
- 조나 보보 - 로비 위버 역
- 존 캐럴 린치 - 버니 라일리 역
- 애널리 팁턴 - 제시카 라일리 역
- 조시 그로번 - 리처드 역
- 리자 러피라 - 리즈 역
- 조이 킹 - 몰리 위버 역
- 베스 리틀퍼드 - 클레어 라일리 역
- 줄리애나 길 - 매디슨 역
- 크리스털 리드 - 에이미 존슨 역
- 댄 버틀러 - 캘의 상사 역
- 카롤리나 비드라 - 조딘 역